# Diploptera minor
Diploptera minor es una especie de insecto blatodeo de la familia Blaberidae, subfamilia Diplopterinae.

## Distribución geográfica
Se pueden encontrar en Filipinas.

## Sinónimos
- Eleutheroda minor Brunner von Wattenwyl, 1865.
- Diploptera silphoides Walker, 1868.